# Funkstown
Funkstown is een plaats (town) in de Amerikaanse staat Maryland, en valt bestuurlijk gezien onder Washington County.

## Demografie
Bij de volkstelling in 2000 werd het aantal inwoners vastgesteld op 983.
In 2006 is het aantal inwoners door het United States Census Bureau geschat op 942, een daling van 41 (-4,2%).

## Geografie
Volgens het United States Census Bureau beslaat de plaats een oppervlakte van
0,9 km², geheel bestaande uit land. Funkstown ligt op ongeveer 158 m boven zeeniveau.

## Plaatsen in de nabije omgeving
De onderstaande figuur toont nabijgelegen plaatsen in een straal van 8 km rond Funkstown.